# Линдблум, Алексис Эдвард
Алексис Эдвард Ли́ндблум (швед. Alexis Edvard Lindblom, 15 января 1807, Лёсенс, Карлскруна, Блекинге, Швеция или Люкке ю, Блекинге, Швеция —15 апреля 1853, Роннебю, Блекинге, Швеция) — шведский ботаник, основатель журнала Botaniska Notiser.

## Биография
Родился 15 января 1807 года в Люккебю (Блекинге) в семье Жана Кристофера Линдблума.
Учился в Лундском университете, окончил философский факультет, в 1826 году получил степень доктора философии. С 1831 года преподавал философию в университете, с 1833 по 1845 год был профессором теоретической и практической философии. В 1851 году решил оставить изучение философии.
В свободное время занимался изучением местной флоры. В 1839 году основал ботанический журнал Botaniska Notiser, до 1846 года был его главным редактором.
Умер 15 апреля 1853 года в Роннебю.

## Некоторые научные публикации
- Lindblom, A. E. In geographicam plantarum intra Sueciam distributionem adnotata. — Lundae, 1835. — 101 p.
- Lindblom, A. E. Bidrag till kännedomen af de skandinaviska arterna af slägtet Draba // Kungliga Svenska vetenskapsakademiens handlingar 1839. — Stockholm, 1840. — P. 1—94.

## Растения, названные именем А. Линдблума
- Lindblomia Fr., 1843, nom. nov. — Peristylus Blume, 1825, nom. cons.
- Alchemilla johnstonii var. lindblomiana Mildbr., 1922 — Alchemilla johnstonii Oliv., 1887
- Draba ×lindblomii O.E.Schulz, 1927
- Epilobium ×lindblomianum Hausskn., 1884